# Dżubb al-Arus
Dżubb al-Arus (arab. جب العروس) – wieś w Syrii, w muhafazie Aleppo, w dystrykcie Manbidż. W 2004 roku liczyła 376 mieszkańców.